# Beyto
Beyto ist ein Schweizer Film-Drama von Gitta Gsell aus dem Jahr 2020. Mitgewirkt haben Burak Ates als Beyto, Dimitri Stapfer als Mike, Ecem Aydin als Beytos Frau sowie Beren Tuna und Serkan Tastemur als Beytos Eltern. Das Drehbuch von Gitta Gsell basiert auf dem Roman «Hochzeitsflug» von Yusuf Yesilöz. Der Film ist eine Produktion der Lomotion AG in Koproduktion mit Sulaco Film. Die Premiere erfolgte am 25. September 2020 im Rahmen des 16. Zurich Film Festival.

## Handlung
Beyto ist der einzige Sohn eines türkischen Einwandererehepaars. Er ist ein motivierter Lehrling, verbringt seine Freizeit mit Schwimmen, wo er auch Meisterschaften absolviert, und ist ein treuer Freund. Als er sich in seinen Trainer Mike verliebt, bricht seine bis dahin heile Welt zusammen. Seine Eltern, welche unter Druck der türkischen Gesellschaft stehen, sehen für ihren Sohn nur einen Ausweg. Sie locken ihn unter dem Vorwand, dass es seiner Grossmutter nicht gut gehe, in sein türkisches Heimatdorf. Dort wird er gezwungen, Seher, eine Freundin aus seiner Kindheit, zu heiraten. Die Heirat führt ihn in eine zerreissende Dreiecksbeziehung. Er versucht, eine Möglichkeit zu finden, mit Mike eine Zukunft zu haben und Seher nicht ihrer Zukunft zu berauben.

## Produktion
Die Dreharbeiten fanden vom 17. August bis zum 4. Oktober 2019 statt, während 21 Tagen wurde in Bern und Basel gedreht. Zehn Drehtage fanden in der Türkei statt. Produziert wurde der Film von der Schweizer Lomotion AG, nationaler Koproduzent war Sulaco Film.
Der Film wird in der Schweiz vom Filmverleih Frenetic Films vertrieben. Am 18. Februar 2021 sollte der Film in die deutschen Kinos kommen, aufgrund der Corona-Pandemie erfolgte der Start dann am 1. Juli 2021.

## Rezeption

### Kritiken
Die Basler Zeitung meint, dass der Film die Zuschauenden mitfühlend nachdenklich macht. Eine Liebe, bei der man seine grosse Liebe nicht mehr sehen darf, sei grausam. Weiter werden die Schauspielleistungen der beiden Darsteller Burak Ates und Dimitri Stapfer gelobt. Ihre Spielweise lasse eine tiefgreifende Identifikation mit ihren jeweiligen Rollen zu. Das Ende des Films habe eine kitschige Färbung, jedoch berühre die Beziehung zwischen den beiden jungen Männern Beyto und Mike die Zuschauenden.
Für Outnow.ch thematisiert der Film die Identitätssuche von Beyto im Spannungsfeld der beiden Kulturen. Der Film werde der komplexen Thematik über weite Strecken jedoch nicht ganz gerecht. Szenen, welche vor allem auf non-verbale Elemente setzen, zeigen aber gut, dass die Chemie zwischen den Darstellenden stimmt. Der Ortswechsel zwischen der Schweiz und der Türkei veranschauliche deutlich die beiden Welten mit ihren unvereinbaren Kulturen, welche aber trotzdem die Identität von Beyto ausmachen. Zudem werde gezeigt, wie schwierig es ist, mit alten Denkmustern und Traditionen zu brechen.
Die Wochenzeitung lobt die spritzige Erzählweise von Regisseurin Gitta Gsell, doch wird die Tiefe vermisst. Es sei aber selten, dass Figuren im Schweizer Film einen so authentischen Dialekt sprechen, und dies sogar noch im Wechsel mit dem Türkischen.
Der Film löste ein reiches, insgesamt positives Echo in den Schweizer Medien aus. Einige Einschränkungen gibt es im Fachjournal Filmbulletin: „Das, was als eine «zerreissende Dreiecksbeziehung» beworben wird, mutet eher wie ein etwas fader Appell an die Toleranz an. […] Leider schaffen es selbst die soliden, wenn auch teilweise etwas verhaltenen Leistungen der Darsteller_innen nicht, der durchaus erzählenswerten Geschichte Leben einzuhauchen.“

### Erfolg
Der Film konnte seine Premiere am 16. Zurich Film Festival (24. September – 4. Oktober 2020) feiern. Er nahm am Fokus Wettbewerb teil.
Beyto gewann den Publikumspreis bei den Solothurner Filmtagen 2021.